# Taktik (Schach)
Unter Taktik im Schachspiel werden alle Überlegungen verstanden, die sich um die konkrete Berechnung von Zügen und Zugfolgen drehen, welche sich aus einer bestimmten Stellung ergeben.
Sie unterscheidet sich von der Strategie, die eher langfristige Überlegungen wie Stellungsbewertung oder Fassung eines Plans einschließt. Taktik mündet oft in Materialgewinn, Schachmatt oder Patt. Sie ist außerdem zu unterscheiden von der Variantenberechnung, die ein Teil der Taktik sein kann, aber auch in der Strategie oder im positionellen Spiel auftritt.

## Allgemeines
Spieltheoretisch gesehen ist Schach ein Strategiespiel mit perfekter Information. Das bedeutet, dass ein Spieler prinzipiell alle Zugmöglichkeiten kennt, die ihm und seinem Gegner zur Verfügung stehen. Er kann also vorausberechnen, welche Positionen sich ergeben können. Jeder Halbzug eines Spielers verändert dabei die Position, so dass sich aus jeder neuen Position wieder andere Möglichkeiten ergeben. Dies kann grafisch durch einen „Variantenbaum“ dargestellt werden. Aus Gründen der Kombinatorik ergeben sich schon nach wenigen Spielzügen unüberschaubar viele mögliche Positionen. Während Schachcomputer oder Computerschach-Programme bis zu einer gewissen Tiefe alle diese Positionen berechnen und bewerten können, reduzieren menschliche Spieler den Berechnungsaufwand (bewusst oder unbewusst) durch verschiedene Techniken. Viele der möglichen Züge sind von vorneherein unsinnig. Indem sich ein Spieler nur auf die Zugkandidaten konzentriert, die potentiell sinnvoll sind, wird der Variantenbaum erheblich schlanker. Außerdem können erfahrene Spieler bestimmte Muster in Stellungen wiedererkennen, aus denen sie taktische Möglichkeiten ablesen, ohne alle Figuren und alle möglichen Züge beurteilen zu müssen. Diese beiden Fähigkeiten, die Auswahl der richtigen Zugkandidaten und die als Chunking bezeichnete Mustererkennung, erklären, warum Meisterspieler auch bei extrem kurzen Bedenkzeiten auf erstaunlich hohem Niveau spielen können, obwohl sie erwiesenermaßen kaum mehr Berechnungen anstellen als ein Hobbyspieler.
|   | a | b | c | d | e | f | g | h |   |
| 8 |   |   |   |   |   |   |   |   | 8 |
| 7 |   |   |   |   |   |   |   |   | 7 |
| 6 |   |   |   |   |   |   |   |   | 6 |
| 5 |   |   |   |   |   |   |   |   | 5 |
| 4 |   |   |   |   |   |   |   |   | 4 |
| 3 |   |   |   |   |   |   |   |   | 3 |
| 2 |   |   |   |   |   |   |   |   | 2 |
| 1 |   |   |   |   |   |   |   |   | 1 |
|   | a | b | c | d | e | f | g | h |   |

Damianos Verteidigung nach 4. Dh5+
Als Beispiel für die Variantenberechnung soll die Diagrammstellung dienen, die nach Damianos Verteidigung aus 1. e4 e5 2. Sf3 f6?! 3. Sxe5 fxe5 4. Dh5+ hervorgegangen ist. Die Partie könnte wie folgt weitergehen:
| 1.–4.                                   | ...      | 5.       | ...      | 6.      | ...                            | 7.                                                                | ...                                                               | 8.                                                                | ...                                                               | 9.                                                                | ...                                                               |                                                                   |
| --------------------------------------- | -------- | -------- | -------- | ------- | ------------------------------ | ----------------------------------------------------------------- | ----------------------------------------------------------------- | ----------------------------------------------------------------- | ----------------------------------------------------------------- | ----------------------------------------------------------------- | ----------------------------------------------------------------- | ----------------------------------------------------------------- |
| 1. e4 e5 2. Sf3 f6 3. Sxe5 fxe5 4. Dh5+ | 4. … g6  | 5. Dxe5+ | 5. … Kf7 | 6. Dxh8 | Schwarz hat Material verloren. | Schwarz hat Material verloren.                                    | Schwarz hat Material verloren.                                    | Schwarz hat Material verloren.                                    | Schwarz hat Material verloren.                                    | Schwarz hat Material verloren.                                    | Schwarz hat Material verloren.                                    |                                                                   |
| 1. e4 e5 2. Sf3 f6 3. Sxe5 fxe5 4. Dh5+ | 4. … g6  | 5. Dxe5+ | 5. … Le7 | 6. Dxh8 | Schwarz hat Material verloren. | Schwarz hat Material verloren.                                    | Schwarz hat Material verloren.                                    | Schwarz hat Material verloren.                                    | Schwarz hat Material verloren.                                    | Schwarz hat Material verloren.                                    | Schwarz hat Material verloren.                                    |                                                                   |
| 1. e4 e5 2. Sf3 f6 3. Sxe5 fxe5 4. Dh5+ | 4. … g6  | 5. Dxe5+ | 5. … Se7 | 6. Dxh8 | Schwarz hat Material verloren. | Schwarz hat Material verloren.                                    | Schwarz hat Material verloren.                                    | Schwarz hat Material verloren.                                    | Schwarz hat Material verloren.                                    | Schwarz hat Material verloren.                                    | Schwarz hat Material verloren.                                    |                                                                   |
| 1. e4 e5 2. Sf3 f6 3. Sxe5 fxe5 4. Dh5+ | 4. … g6  | 5. Dxe5+ | 5. … De7 | 6. Dxh8 | 6. … Dxe4+                     | 7. Kd1                                                            | Schwarz hat Material verloren.                                    | Schwarz hat Material verloren.                                    | Schwarz hat Material verloren.                                    | Schwarz hat Material verloren.                                    | Schwarz hat Material verloren.                                    |                                                                   |
| 1. e4 e5 2. Sf3 f6 3. Sxe5 fxe5 4. Dh5+ | 4. … g6  | 5. Dxe5+ | 5. … De7 | 6. Dxh8 | 6. … Dxe4+                     | 7. Le2                                                            | 7. … Dxg2                                                         | 8. Tf1                                                            | 8. … Dxh2                                                         |                                                                   |                                                                   |                                                                   |
| 1. e4 e5 2. Sf3 f6 3. Sxe5 fxe5 4. Dh5+ | 4. … g6  | 5. Dxe5+ | 5. … De7 | 6. Dxh8 | 6. … Sf6                       | Schwarz hat Material verloren, aber die weiße Dame ist in Gefahr. | Schwarz hat Material verloren, aber die weiße Dame ist in Gefahr. | Schwarz hat Material verloren, aber die weiße Dame ist in Gefahr. | Schwarz hat Material verloren, aber die weiße Dame ist in Gefahr. | Schwarz hat Material verloren, aber die weiße Dame ist in Gefahr. | Schwarz hat Material verloren, aber die weiße Dame ist in Gefahr. | Schwarz hat Material verloren, aber die weiße Dame ist in Gefahr. |
| 1. e4 e5 2. Sf3 f6 3. Sxe5 fxe5 4. Dh5+ | 4. … Ke7 | 5. Dxe5+ | 5. … Kf7 | 6. Lc4+ | 6. … d5                        | 7. Lxd5+                                                          | 7. … Kg6                                                          | 8. Df5+                                                           | 8. … Kh6                                                          | 9. d4+                                                            | 9. … g5                                                           |                                                                   |
| 1. e4 e5 2. Sf3 f6 3. Sxe5 fxe5 4. Dh5+ | 4. … Ke7 | 5. Dxe5+ | 5. … Kf7 | 6. Lc4+ | 6. … d5                        | 7. Lxd5+                                                          | 7. … Kg6                                                          | 8. h4                                                             | 8. … h5                                                           | 9. Lxb7                                                           |                                                                   |                                                                   |
| 1. e4 e5 2. Sf3 f6 3. Sxe5 fxe5 4. Dh5+ | 4. … Ke7 | 5. Dxe5+ | 5. … Kf7 | 6. Lc4+ | 6. … d5                        | 7. Lxd5+                                                          | 7. … Kg6                                                          | 8. h4                                                             | 8. … h6                                                           | 9. Lxb7                                                           |                                                                   |                                                                   |
| 1. e4 e5 2. Sf3 f6 3. Sxe5 fxe5 4. Dh5+ | 4. … Ke7 | 5. Dxe5+ | 5. … Kf7 | 6. Lc4+ | 6. … Kg6                       | 7. Df5+                                                           | 7. … Kh6                                                          | 8. d4+                                                            | 8. … g5                                                           | 9. h4                                                             | 9. … Kh5                                                          |                                                                   |
| 1. e4 e5 2. Sf3 f6 3. Sxe5 fxe5 4. Dh5+ | 4. … Ke7 | 5. Dxe5+ | 5. … Kf7 | 6. Lc4+ | 6. … Kg6                       | 7. Df5+                                                           | 7. … Kh6                                                          | 8. d4+                                                            | 8. … g5                                                           | 9. h4                                                             | 9. … Le7                                                          |                                                                   |

Züge, die zwar regelkonform, aber offensichtlich unsinnig sind, wurden hier aus Gründen der Übersichtlichkeit weggelassen.
Als Weiß im dritten Zug der Partie seinen Springer opferte, musste er sich vergewissern, dass alle hier aufgelisteten Varianten vorteilhaft für ihn sind. Zudem hätte Schwarz mit 3. … De7 das Springeropfer auch ablehnen können, wodurch sich noch mehr Varianten ergeben hätten. In komplizierteren Stellungen und ohne erzwungene Züge verzweigt sich der Variantenbaum noch deutlich mehr. Eine exakte Zug-für-Zug-Berechnung ist dem menschlichen Geist nur für wenige direkt aufeinander folgende Züge möglich. Bei längerfristigen Überlegungen muss sich ein Schachspieler folglich auf seine Erfahrung, sein Gefühl und seine strategischen Fähigkeiten verlassen.

## Motive
In jeder Partie werden einige elementare „Werkzeuge“, sogenannte Motive, eingesetzt, um taktische Ziele zu erreichen. Sechs bekannte taktische Motive sind hier kurz zusammengestellt. Es ist jeweils Weiß, der ein taktisches Motiv zu seinen Gunsten einsetzt.
|   | a | b | c | d | e | f | g | h |   |
| 8 |   |   |   |   |   |   |   |   | 8 |
| 7 |   |   |   |   |   |   |   |   | 7 |
| 6 |   |   |   |   |   |   |   |   | 6 |
| 5 |   |   |   |   |   |   |   |   | 5 |
| 4 |   |   |   |   |   |   |   |   | 4 |
| 3 |   |   |   |   |   |   |   |   | 3 |
| 2 |   |   |   |   |   |   |   |   | 2 |
| 1 |   |   |   |   |   |   |   |   | 1 |
|   | a | b | c | d | e | f | g | h |   |

|   | a | b | c | d | e | f | g | h |   |
| 8 |   |   |   |   |   |   |   |   | 8 |
| 7 |   |   |   |   |   |   |   |   | 7 |
| 6 |   |   |   |   |   |   |   |   | 6 |
| 5 |   |   |   |   |   |   |   |   | 5 |
| 4 |   |   |   |   |   |   |   |   | 4 |
| 3 |   |   |   |   |   |   |   |   | 3 |
| 2 |   |   |   |   |   |   |   |   | 2 |
| 1 |   |   |   |   |   |   |   |   | 1 |
|   | a | b | c | d | e | f | g | h |   |

|   | a | b | c | d | e | f | g | h |   |
| 8 |   |   |   |   |   |   |   |   | 8 |
| 7 |   |   |   |   |   |   |   |   | 7 |
| 6 |   |   |   |   |   |   |   |   | 6 |
| 5 |   |   |   |   |   |   |   |   | 5 |
| 4 |   |   |   |   |   |   |   |   | 4 |
| 3 |   |   |   |   |   |   |   |   | 3 |
| 2 |   |   |   |   |   |   |   |   | 2 |
| 1 |   |   |   |   |   |   |   |   | 1 |
|   | a | b | c | d | e | f | g | h |   |

|   | a | b | c | d | e | f | g | h |   |
| 8 |   |   |   |   |   |   |   |   | 8 |
| 7 |   |   |   |   |   |   |   |   | 7 |
| 6 |   |   |   |   |   |   |   |   | 6 |
| 5 |   |   |   |   |   |   |   |   | 5 |
| 4 |   |   |   |   |   |   |   |   | 4 |
| 3 |   |   |   |   |   |   |   |   | 3 |
| 2 |   |   |   |   |   |   |   |   | 2 |
| 1 |   |   |   |   |   |   |   |   | 1 |
|   | a | b | c | d | e | f | g | h |   |

|   | a | b | c | d | e | f | g | h |   |
| 8 |   |   |   |   |   |   |   |   | 8 |
| 7 |   |   |   |   |   |   |   |   | 7 |
| 6 |   |   |   |   |   |   |   |   | 6 |
| 5 |   |   |   |   |   |   |   |   | 5 |
| 4 |   |   |   |   |   |   |   |   | 4 |
| 3 |   |   |   |   |   |   |   |   | 3 |
| 2 |   |   |   |   |   |   |   |   | 2 |
| 1 |   |   |   |   |   |   |   |   | 1 |
|   | a | b | c | d | e | f | g | h |   |

|   | a | b | c | d | e | f | g | h |   |
| 8 |   |   |   |   |   |   |   |   | 8 |
| 7 |   |   |   |   |   |   |   |   | 7 |
| 6 |   |   |   |   |   |   |   |   | 6 |
| 5 |   |   |   |   |   |   |   |   | 5 |
| 4 |   |   |   |   |   |   |   |   | 4 |
| 3 |   |   |   |   |   |   |   |   | 3 |
| 2 |   |   |   |   |   |   |   |   | 2 |
| 1 |   |   |   |   |   |   |   |   | 1 |
|   | a | b | c | d | e | f | g | h |   |

Weitere Motive
- Abtausch: Das gegenseitige Schlagen gleichwertiger Figuren
- Ablenkung: Ähnlich wie die Hinlenkung, jedoch mit dem Ziel, eine störende Figur zu verscheuchen
- Batterie: Verdopplung von zwei Figuren entlang ihrer gemeinsamen Wirklinie
- Domination: Figurenfang
- Grundreihenmatt: Der Turm setzt den gegnerischen König matt, der auf der Grundreihe hinter seinen eigenen Bauern gefangen ist.
- Doppelangriff: Gleichzeitiger Angriff auf zwei Ziele
- Öffnung (von Linien, Reihen oder Diagonalen) und Freilegung von Raum
- Opfer: Freiwilliger Verlust von Material, um einen anderen Vorteil zu erlangen
- Räumung: Freimachen von Feldern, um sie mit anderen Figuren zu besetzen
- Röntgenangriff: Zusammenspiel von zwei Figuren durch eine dazwischenstehende gegnerische Figur hindurch
- Unterverwandlung: Umwandlung eines Bauern in einen Springer, Läufer oder Turm
- Verfolgung: Mehrmaliger Angriff auf eine Figur durch einen gegnerischen Stein, dem sie nicht entrinnen kann
- Vernichtung der Verteidigung: Schlagen einer Verteidigungsfigur, um ihre Wirkung aufzuheben
- Zugzwang: Die Pflicht, einen unter Umständen nachteiligen Zug auszuführen, weil man nicht mit Ziehen aussetzen darf
- Zwickmühle: Mehrfache Wiederholung des Abzugsschachs
- Zwischenzug: Ein Zug (oft ein Schachgebot), der den Gegner zu einer unmittelbaren Reaktion zwingt und dadurch dessen geplante Zugfolge durchkreuzt.

## Kombinationen
Zugfolgen, die mit einem für den Gegner überraschenden Zug beginnen (oft mit einem Opfer) und nach verhältnismäßig wenigen, zusammengehörenden Zügen einen verwertbaren Erfolg im Gewinn- oder Remissinne erzielen, werden als Kombinationen bezeichnet. Sie verwenden oft mehrere der oben angeführten taktischen Motive und schränken den Gegner durch Drohungen, Schachgebote etc. so weit ein, dass er wenig Spielraum hat. Kombinationen sind das Herzstück der Schachtaktik. Daher werden Positionen, in denen Kombinationen mehr oder weniger in der Luft liegen, als „taktisch“ bezeichnet, während Stellungen, die eher langfristiges Planen erfordern, „strategisch“ genannt werden. Diese Bezeichnungen wurden auch auf Schachspieler übertragen. Meister, die für ihre geistreichen Kombinationen bekannt sind oder waren, werden als „Taktiker“ bezeichnet. Berühmte Taktiker der Schachgeschichte waren z. B. Paul Morphy, Alexander Aljechin, Michail Tal, Bobby Fischer oder Garri Kasparow.
|   | a | b | c | d | e | f | g | h |   |
| 8 |   |   |   |   |   |   |   |   | 8 |
| 7 |   |   |   |   |   |   |   |   | 7 |
| 6 |   |   |   |   |   |   |   |   | 6 |
| 5 |   |   |   |   |   |   |   |   | 5 |
| 4 |   |   |   |   |   |   |   |   | 4 |
| 3 |   |   |   |   |   |   |   |   | 3 |
| 2 |   |   |   |   |   |   |   |   | 2 |
| 1 |   |   |   |   |   |   |   |   | 1 |
|   | a | b | c | d | e | f | g | h |   |

Stellung nach 13. … De7
Eine besonders schöne Kombination, in der gleich mehrere taktische Motive zum Einsatz kommen, zeigt das Partiebeispiel Tal - Lutikow (siehe Diagramm). Schwarz hat soeben einen Damentausch angeboten. Statt darauf einzugehen, zieht Weiß 14. Sxd5 Dxa3. Weiß nimmt auch jetzt nicht zurück, sondern macht einen Zwischenzug: 15. Sc7+. Mit dieser Gabel greift Weiß gleichzeitig den König und den schwarzen Turm auf a8 an. 15. … Ke7 16. The1!?. Erneut verzichtet Weiß darauf, die Dame auf a3 zu schlagen und das materielle Gleichgewicht wiederherzustellen. Es handelt sich also um ein Opfer. Außerdem wird der schwarze Läufer durch den Turm gefesselt. 16. … Dc5 17. Txe6+ Kf8 18. Txf6+ – ein Räumungsopfer, mit dem Weiß ein Feld für seinen Springer frei gibt, das nach  18. … gxf6 die Gabel 19. Se6+ ermöglicht. Auch nach 18. … Ke7 würde wegen des Abzugsschachs Te5+ die Dame einstehen. Nach Ende der Kombination hat Weiß das materielle Gleichgewicht wiederhergestellt, obwohl er zwischenzeitlich eine Dame und eine Qualität geopfert hatte. Im Folgenden gelang es Tal, den positionellen Vorteil (z. B. durch die unsichere Königsstellung von Schwarz) zu nutzen. Am Ende wurde die Partie jedoch durch einen unschönen Fehler von Schwarz zugunsten von Tal entschieden.